# توکوئرس
توکوئرس (به اسپانیایی: Túquerres) یک سکونتگاه مسکونی در کلمبیا است که در بخش نارینیو واقع شده است.